# Sommer-Paralympics 2024/Teilnehmer (Vanuatu)
| stlisierte Goldmedaille | stlisierte Silbermedaille | stlisierte Bronzemedaille |
| ----------------------- | ------------------------- | ------------------------- |
| —                       | —                         | —                         |

Vanuatu entsandte für die Paralympischen Spiele 2024 in Paris zwei Leichtathleten.

## Teilnehmer

### Leichtathletik
| Athleten   | Klassifizierung | Wettbewerb  | Vorlauf/Vorkampf | Vorlauf/Vorkampf | Halbfinale | Halbfinale | Finale     | Finale | Rang |
| Athleten   | Klassifizierung | Wettbewerb  | Zeit/Weite       | Rang             | Zeit/Weite | Rang       | Zeit/Weite | Rang   | Rang |
| ---------- | --------------- | ----------- | ---------------- | ---------------- | ---------- | ---------- | ---------- | ------ | ---- |
| Frauen     |                 |             |                  |                  |            |            |            |        |      |
| Elie Enock | F57             | Kugelstoßen |                  |                  |            |            |            |        |      |
| Männer     |                 |             |                  |                  |            |            |            |        |      |
| Ken Kahu   | F44             | Speerwurf   |                  |                  |            |            | 52,01 m    | 9      | 9    |

PB: Persönliche Bestleistung